# Rio Gropşoarele
O Rio Gropşoarele é um rio da Romênia, afluente do Tâmpa, localizado no distrito de Prahova.